# Saint-Froult
Saint-Froult ist eine französische Gemeinde mit 390 Einwohnern (Stand: 1. Januar 2022) im Département Charente-Maritime in der Region Nouvelle-Aquitaine. Sie gehört zum Arrondissement Rochefort und zum Kanton Marennes.

## Geographie
Saint-Froult liegt etwa acht Kilometer westsüdwestlich des Stadtzentrums von Rochefort an der Atlantikküste. Umgeben wird Saint-Froult von den Nachbargemeinden Port-des-Barques im Nordwesten und Norden, Saint-Nazaire-sur-Charente im Nordosten und Osten sowie Moëze im Osten und Süden. 

## Bevölkerungsentwicklung
| Jahr                       | 1962 | 1968 | 1975 | 1982 | 1990 | 1999 | 2008 | 2013 | 2019 |
| Einwohner                  | 212  | 180  | 182  | 227  | 245  | 234  | 300  | 375  | 357  |
| Quellen: Cassini und INSEE |      |      |      |      |      |      |      |      |      |

## Sehenswürdigkeiten

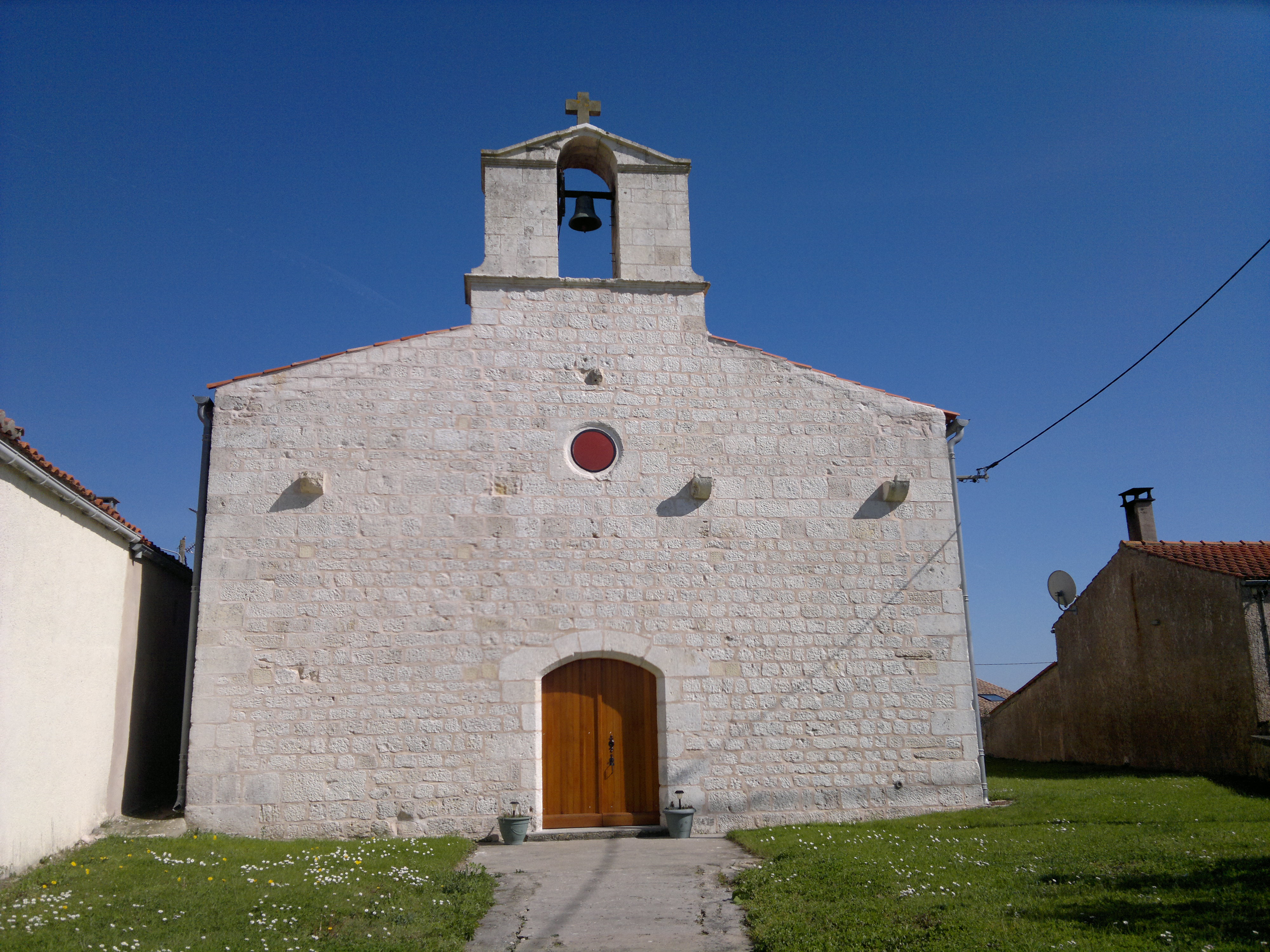
Kirche Saint-Froult

- Kirche Saint-Froult
- Gutshof Plaisance